# Flagellicaudata
Flagellicaudata („bičovité ocasy“) byl početný klad sauropodních dinosaurů, žijících v období rané jury až rané křídy (asi před 174 až 122 miliony let). Do této skupiny patří velmi známé a populární rody sauropodů, jako je Apatosaurus, Diplodocus, Dicraeosaurus, Amargasaurus a mnohé další. Jedni z nejdelších známých dinosaurů, jako je rod Supersaurus s délkou až kolem 40 metrů, patří také do tohoto kladu. Tento sauropod mohl být podle novějších zjištění dlouhý asi 39 až 42 metrů, což by z něho patrně činilo nejdelšího dosud známého obratlovce vůbec.

## Popis

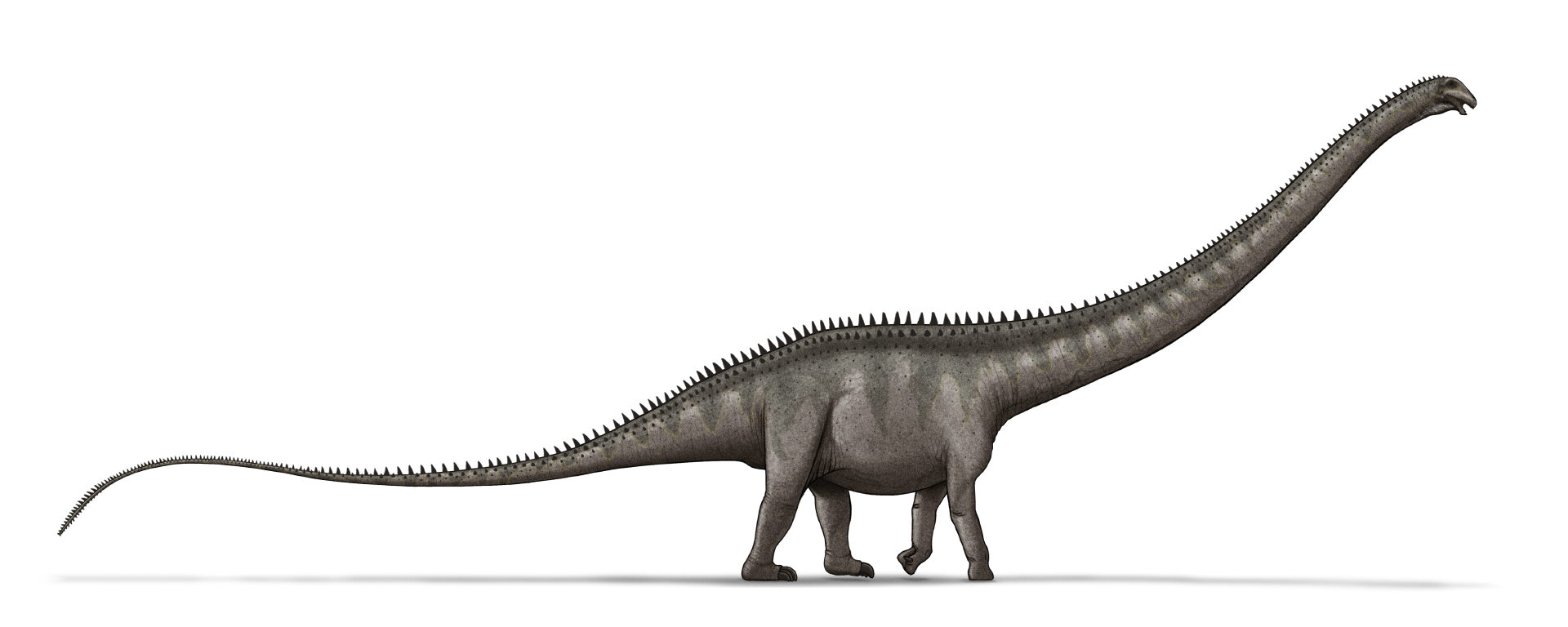
Rekonstrukce vzezření rodu Supersaurus.

Lebka zástupců tohoto kladu byla obvykle nízká a dlouhá, v poměru k velikosti těla velmi malá. Flagelikaudáti byli většinou relativně štíhle stavění a dlouzí sauropodi s velmi dlouhými krky a ocasy. Do tohoto kladu spadají dvě základní čeledě sauropodů, a to Diplodocidae a Dicraeosauridae, společně tvořící klad Flagellicaudata. Tento klad byl stanoven v roce 2004 v rámci formálního popisu rodu Suuwassea. Jako validní (vědecky platný) znovu potvrzen v letech 2005 a 2015.
Mezi nejznámější zástupce, objevené již v průběhu 19. století, patří rod Diplodocus a rod Apatosaurus (resp. Brontosaurus, nejedná-li se ve skutečnosti o stejného tvora).

## Kladogram
|  | Cathartesaura |
|  |               |
|  | Limaysaurus   |
|  |               |

|  | Nigersaurus   |
|  |               |
|  | Demandasaurus |
|  |               |

|  | Cathartesaura |
|  |               |
|  | Limaysaurus   |
|  |               |

|  | Nigersaurus   |
|  |               |
|  | Demandasaurus |
|  |               |

|  | Cathartesaura |
|  |               |
|  | Limaysaurus   |
|  |               |

|  | Nigersaurus   |
|  |               |
|  | Demandasaurus |
|  |               |

|  | Cathartesaura |
|  |               |
|  | Limaysaurus   |
|  |               |

|  | Nigersaurus   |
|  |               |
|  | Demandasaurus |
|  |               |

|  | Cathartesaura |
|  |               |
|  | Limaysaurus   |
|  |               |

|  | Nigersaurus   |
|  |               |
|  | Demandasaurus |
|  |               |

|  | Cathartesaura |
|  |               |
|  | Limaysaurus   |
|  |               |

|  | Nigersaurus   |
|  |               |
|  | Demandasaurus |
|  |               |

|  | Cathartesaura |
|  |               |
|  | Limaysaurus   |
|  |               |

|  | Nigersaurus   |
|  |               |
|  | Demandasaurus |
|  |               |

|  | Cathartesaura |
|  |               |
|  | Limaysaurus   |
|  |               |

|  | Nigersaurus   |
|  |               |
|  | Demandasaurus |
|  |               |

|  | Cathartesaura |
|  |               |
|  | Limaysaurus   |
|  |               |

|  | Nigersaurus   |
|  |               |
|  | Demandasaurus |
|  |               |

|  | Cathartesaura |
|  |               |
|  | Limaysaurus   |
|  |               |

|  | Nigersaurus   |
|  |               |
|  | Demandasaurus |
|  |               |

|  | Cathartesaura |
|  |               |
|  | Limaysaurus   |
|  |               |

|  | Nigersaurus   |
|  |               |
|  | Demandasaurus |
|  |               |

|  | Cathartesaura |
|  |               |
|  | Limaysaurus   |
|  |               |

|  | Nigersaurus   |
|  |               |
|  | Demandasaurus |
|  |               |

|  | Cathartesaura |
|  |               |
|  | Limaysaurus   |
|  |               |

|  | Nigersaurus   |
|  |               |
|  | Demandasaurus |
|  |               |

|  | Cathartesaura |
|  |               |
|  | Limaysaurus   |
|  |               |

|  | Nigersaurus   |
|  |               |
|  | Demandasaurus |
|  |               |

|  | Cathartesaura |
|  |               |
|  | Limaysaurus   |
|  |               |

|  | Nigersaurus   |
|  |               |
|  | Demandasaurus |
|  |               |

|  | Cathartesaura |
|  |               |
|  | Limaysaurus   |
|  |               |

|  | Nigersaurus   |
|  |               |
|  | Demandasaurus |
|  |               |